# TOI TOI Cup 2023-2024
De TOI TOI Cup 2023-2024 was het 23ste seizoen van het regelmatigheidscriterium in het veldrijden. De TOI TOI Cup bestond uit 7 crossen op 7 locaties in Tsjechië.

## Mannen elite

### Kalender en podia
| Datum      | Locatie                                            | Cat. | Winnaar        | Tweede          | Derde        | Leider in het klassement |
| ---------- | -------------------------------------------------- | ---- | -------------- | --------------- | ------------ | ------------------------ |
| 28/09/2023 | Toi Toi Cup Kolin, Kolin                           | C2   | Adam Ťoupalík  | Mickaël Crispin | Jakub Riman  | Adam Ťoupalík            |
| 07/10/2023 | Toi Toi Cup Mlada Boleslav, Mlada Boleslav         | C2   | Michael Boroš  | Matyás Fiala    | Jakub Riman  | Jakub Riman              |
| 14/10/2023 | Toi Toi Cup Jicin, Jicin                           | C2   | Michael Boroš  | Matyás Fiala    | Marek Konwa  | Matyás Fiala             |
| 21/10/2023 | Toi Toi Cup Hole Vrchy, Hole Vrchy                 | C2   | Michael Boroš  | Marek Konwa     | Jakub Riman  | Marek Konwa              |
| 11/11/2023 | Toi Toi Cup Rymarov, Rymarov                       | C2   | Marek Konwa    | Jakub Riman     | Matyás Fiala | Marek Konwa              |
| 02/12/2023 | Toi Toi Cup Hlinsko, Hlinsko                       | C2   | Michael Boroš  | Marek Konwa     | Matej Ulik   | Marek Konwa              |
| 09/12/2023 | Toi Toi Cup Veseli nad Luznici, Veseli nad Luznici | C2   | Pavel Jindrich | Marek Konwa     | Matyás Fiala | Marek Konwa              |

## Vrouwen elite

### Kalender en podia
| Datum      | Locatie                                            | Cat. | Winnaar           | Tweede              | Derde               | Leider in het klassement |
| ---------- | -------------------------------------------------- | ---- | ----------------- | ------------------- | ------------------- | ------------------------ |
| 28/09/2023 | Toi Toi Cup Kolin, Kolin                           | C2   | Kristýna Zemanová | Alicia Franck       | Tereza Tvaruzkova   | Kristýna Zemanová        |
| 07/10/2023 | Toi Toi Cup Mlada Boleslav, Mlada Boleslav         | C2   | Kristýna Zemanová | Kateřina Hladíková  | Viktória Chladonová | Kristýna Zemanová        |
| 14/10/2023 | Toi Toi Cup Jicin, Jicin                           | C2   | Kristýna Zemanová | Kateřina Hladíková  | Pavla Havlikova     | Kristýna Zemanová        |
| 21/10/2023 | Toi Toi Cup Hole Vrchy, Hole Vrchy                 | C2   | Kristýna Zemanová | Viktória Chladonová | Katerina Douderova  | Kristýna Zemanová        |
| 11/11/2023 | Toi Toi Cup Rymarov, Rymarov                       | C2   | Joyce Vanderbeken | Katerina Douderova  | Nikola Nosková      | Kristýna Zemanová        |
| 02/12/2023 | Toi Toi Cup Hlinsko, Hlinsko                       | C2   | Kristýna Zemanová | Viktória Chladonová | Sofia Ungerová      | Katerina Douderova       |
| 09/12/2023 | Toi Toi Cup Veseli nad Luznici, Veseli nad Luznici | C2   | Sofia Ungerová    | Viktória Chladonová | Amálie Gottwaldova  | Katerina Douderova       |

Kampioenschappen:  Wereldkampioenschappen ·
 Europese kampioenschappen ·
 Belgische kampioenschappen ·
 Nederlandse kampioenschappen
Klassementen:  Wereldbeker ·
 Superprestige ·
 X²O Badkamers Trofee ·
 TOI TOI Cup ·
 USCX Series ·
 Coupe de France ·
 National Trophy Series ·
 Copa de España ·
 Swiss Cyclocross Cup ·
 Hope Supercross Series
Overig:  Exact Cross ·  Losse crossen België
2001-2002 · 2002-2003 · 2003-2004 · 2004-2005 · 2005-2006 · 2006-2007 · 2007-2008 · 2008-2009 · 2009-2010 · 2010-2011 · 2011-2012 · 2012-2013 · 2013-2014 · 2014-2015 · 2015-2016 · 2016-2017 · 2017-2018 · 2018-2019 · 2019-2020 · 2020-2021 · 2021-2022 · 2022-2023 · 2023-2024 · 2024-2025